# Мейджър (окръг, Оклахома)
Окръг Мейджър (на английски: Major County) е окръг в щата Оклахома, Съединени американски щати. Площта му е 2481 km², а населението – 7545 души (2000). Административен център е град Феървю.